# زهر (ترانه ریتا اورا)
«زهر» (به انگلیسی: Poison) ترانه‌ای از خوانندهٔ بریتانیایی ریتا اورا می‌باشد که در ۱۸ مهٔ سال ۲۰۱۸ منتشر شد؛ و به رتبهٔ ۳ در جدول تک‌آهنگ‌های بریتانیا رسید و به هشتمین تک‌آهنگ برتر اورا در بریتانیا تبدیل شد.
«زهر» در جدول‌های فروش موسیقی اسکاتلند، بریتانیا و هنگ کنگ جزو ده ترانه اول قرار گرفت.